# سفين سورين كريستوفيرسين
سفين سورين كريستوفيرسين (بالألمانية: Sven-Sören Christophersen) مواليد 9 مايو 1985 في لوبيك، هو لاعب كرة يد ألماني يلعب كظهير أيسر. يلعب حاليا مع نادي هانوفر بورغدورف لكرة اليد ويحمل الرقم 66. مثل منتخب ألمانيا لكرة اليد. شارك في دورة الألعاب الأولمبية الصيفية سنة 2008.

## المسيرة الاحترافية
لعب مع نادي لمغو لكرة اليد في الدوري الألماني من سنة 2003 إلى 2006، ثم لعب مع نادي لمغو لكرة اليد في موسم 2007–2008، ثم لعب مع نادي فتسلار لكرة اليد في الدوري الألماني من سنة 2008 إلى 2010، ثم لعب مع نادي فوكس برلين لكرة اليد من سنة 2010 إلى 2014، ثم لعب مع نادي هانوفر بورغدورف لكرة اليد في الدوري الألماني في سنة 2014.

## سجل المنافسة
شارك في البطولات التالية:
- بطولة أوروبا لكرة اليد للرجال 2012

## روابط خارجية
- سفين سورين كريستوفيرسين على موقع الاتحاد الأوروبي لكرة اليد (الإنجليزية)
- سفين سورين كريستوفيرسين على موقع اللجنة الأولمبية الدولية (الإنجليزية)
- سفين سورين كريستوفيرسين على موقع أوليمبيديا (الإنجليزية)